# Шампань (винодельческий регион)

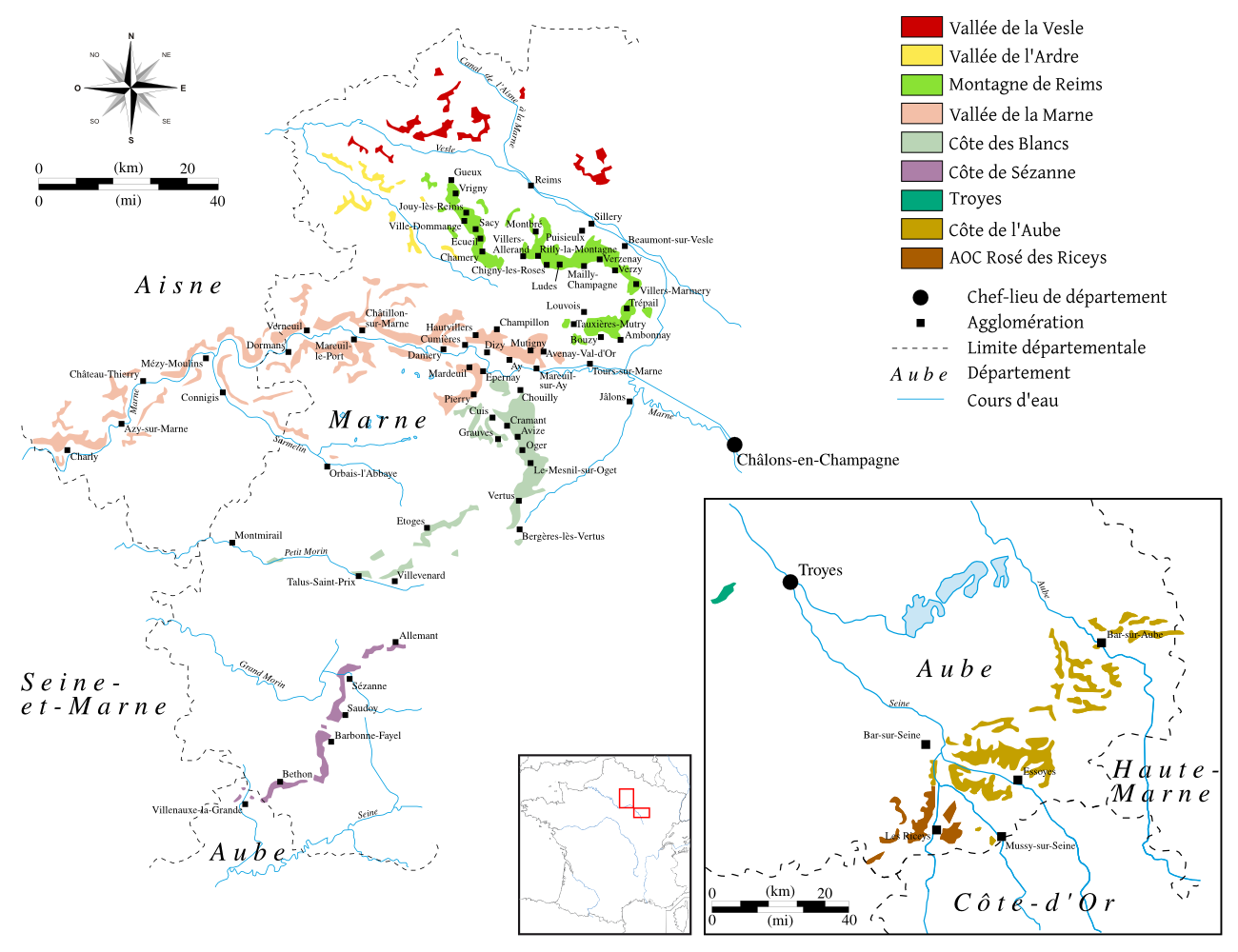
Участки возделывания винограда в регионе Шампань

Шампа́нь (фр. Champagne) — винодельческий регион на северо-востоке Франции в границах одноимённой исторической области. Эта область получила самую широкую мировую известность благодаря производству белого игристого вина — Шампанского. 
Согласно законодательству Европейского союза, а также законодательству большинства стран, название Шампанское закреплено за винами, происходящими исключительно из этого винодельческого региона, расположившегося в 160 километрах к востоку от Парижа. Границы участков возделывания винограда в Шампани закреплены юридически в виде пяти отдельных винодельческих районов исторической области: Об (фр. Aube), Кот-де-Блан (фр. Côte des Blancs), Кот-де-Сезанн (фр. Côte de Sézanne), Монтань-де-Реймс (фр. Montagne de Reims) и Долина Марны (фр. Vallée de la Marne). Торговыми центрами региона являются города Реймс и Эперне.
Регион Шампань расположен на северных границах территории виноделия и уникальность его терруара сформировалась во многом благодаря истории провинции Шампань. Близость региона к Парижу с одной стороны способствовала экономическому процветанию благодаря успешной торговле вином, но с другой стороны поселения и виноградники находились как раз на пути вражеских армий к столице Франции. Несмотря на частоту вооруженных конфликтов, репутация производителя качественных вин, возникшая ещё в раннем средневековье, поддерживалась и после того как региональные виноделы начали производить игристые вина, а также после возникновения в XVII и XVIII веках известных винодельческих домов Шампани. Среди главных сортов винограда, произрастающего в регионе, — шардоне (фр. chardonnay), пино нуар (фр. pinot noir) и пино мёнье (фр. pinot meunier). Сорт пино нуар наиболее распространён в районе Об; он также очень хорошо растёт в районе Монтань-де-Реймс. Сорт пино мёнье преобладает в районе Долина Марны. В районе Кот-де-Блан выращивают главным образом шардоне. Неофициальной столицей Шампани является город Эперне, где расположены самые знаменитые Дома Шампанских вин, как де Кастеллан и Мерсьер. Имеются музеи и подвалы, в которых сохранилась обстановка конца XIX века со всей технологией.

## География и климатические условия
Историческая область Шампань располагается около северных границ территории виноделия, проходящей вдоль 49-й параллели северной широты. Полному созреванию винограда препятствуют большая высота над уровнем моря, а также среднегодовая температура в 10 °C. Однако наличие лесов снижает пределы колебания температуры воздуха и поддерживает влажность почвы. Низкие температуры воздуха способствуют образованию высокой кислотности в собранном винограде, что идеально для игристого вина.
Во время периода вегетации среднее значение температуры в июле составляет 18 °C. Средний годовой уровень осадков составляет 630 мм, из которых 45 мм выпадает в сентябре — месяце сбора урожая. Виноградари должны внимательно относиться к угрозе грибного поражения и к опасности весенних заморозков.
Когда 70 миллионов лет назад уровень океана понизился, отступившие воды оставили после себя меловые отложения в подпочвенном слое. Землетрясения, часто случавшиеся в этом регионе более 10 миллионов лет назад, вытолкнули на поверхность морские остатки окаменелостей белемнитов, образовав белемнитовую известняковую почву. Присутствие белемнитов в почве позволяло накапливать солнечное тепло в течение дня, и постепенно отдавать его в течение ночи; дополнительно обеспечивался хороший дренаж. Такая почва привносила свой вклад в светлость и утонченность вин Шампани. Исключением является район Об, где преобладают глиняные почвы. Помимо прочего, известняк также используется при сооружении подземных винных подвалов, где вина содержатся в прохладе на время выдержки в бутылках.

## История

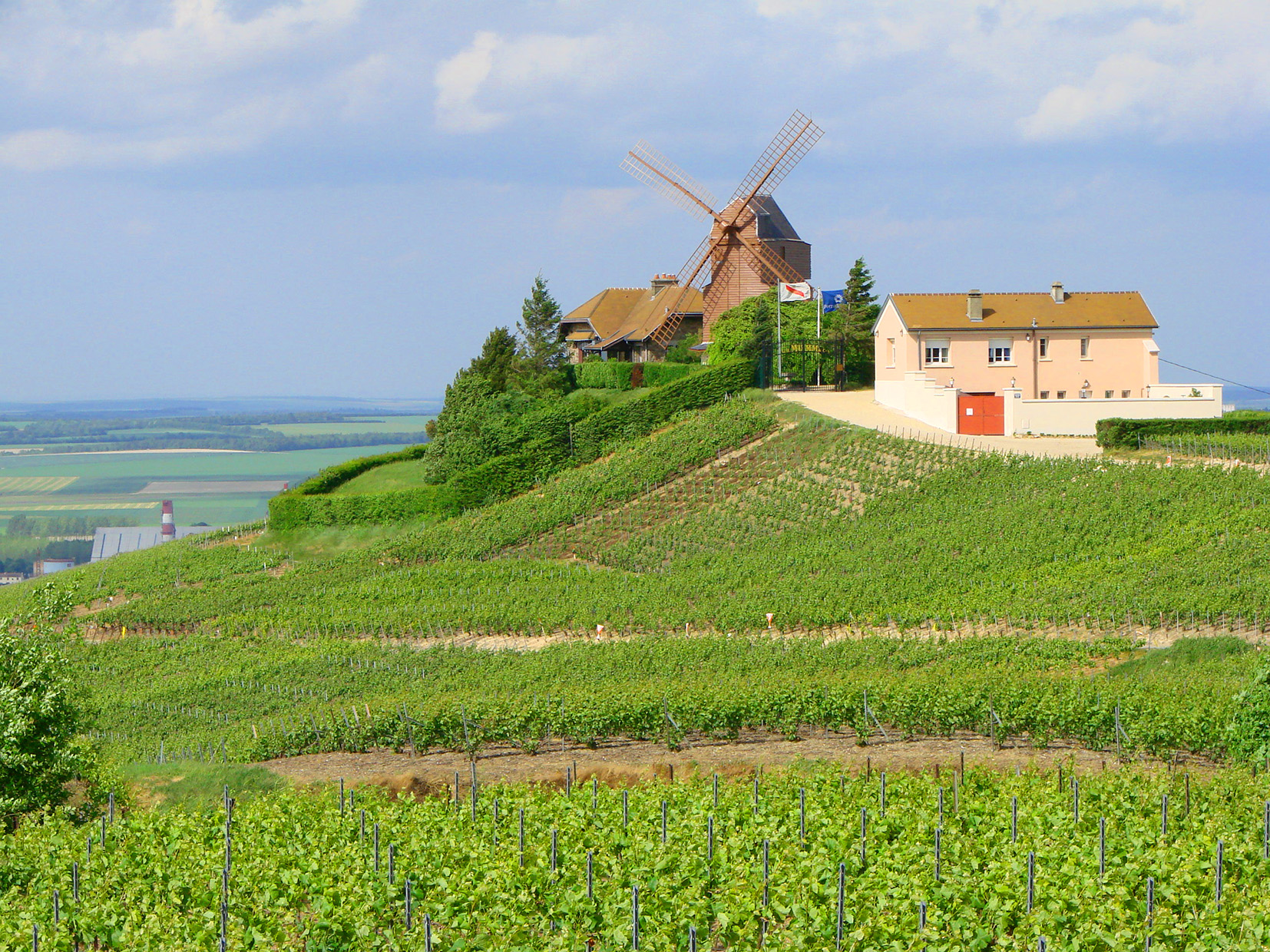
Виноградники Шампани неподалёку от коммуны Верзене

В эпоху правления Каролингов отмечается несколько периодов процветания региона Шампань, начиная с того как король франков Карл Великий предложил выращивать виноград в этом регионе и в дальнейшем после коронации его сына Людовика I Благочестивого в Реймсе. Традиция коронации королей в Реймсе внесла значительный вклад в репутацию вин этого региона. Графы Шампани правили этими землями как самостоятельным графством начиная с 950 года и вплоть до 1316 года. В 1314 году последний граф Шампани стал королём Людовиком X и с этого времени регион стал частью владений французской короны.

### Вооруженные конфликты
Свою историческую известность Шампань получила во многом благодаря своему местоположению, поскольку на её землях сходились как торговые так и военные маршруты. Такое положение способствовало разорению и опустошению Шампани в ходе вооружённых конфликтов, которые часто проходили на этих землях. В 451 году нашей эры неподалёку от города Шалон-ан-Шампань войска гуннов под предводительством Аттилы потерпели крупное поражение от объединившихся римских легионов, франков и вестготов. Это поражение стало переломной точкой во вторжении племён гуннов в Европу.
В ходе сражений Столетней войны земли Шампани опустошались неоднократно. Аббатство Овиллер (коммуна Овиллер) вместе со своими виноградниками было разрушено в 1564 году в ходе гугенотских войн между католиками и гугенотами. После этого последовали столкновения Тридцатилетней войны и гражданская война фронды, когда земли Шампани были заняты солдатами и наёмниками. И только в 1660-х годах, уже в эпоху Людовика XIV, в регионе наступили мирные времена и в Шампани стало развиваться производство игристых вин.

### История виноделия в регионе

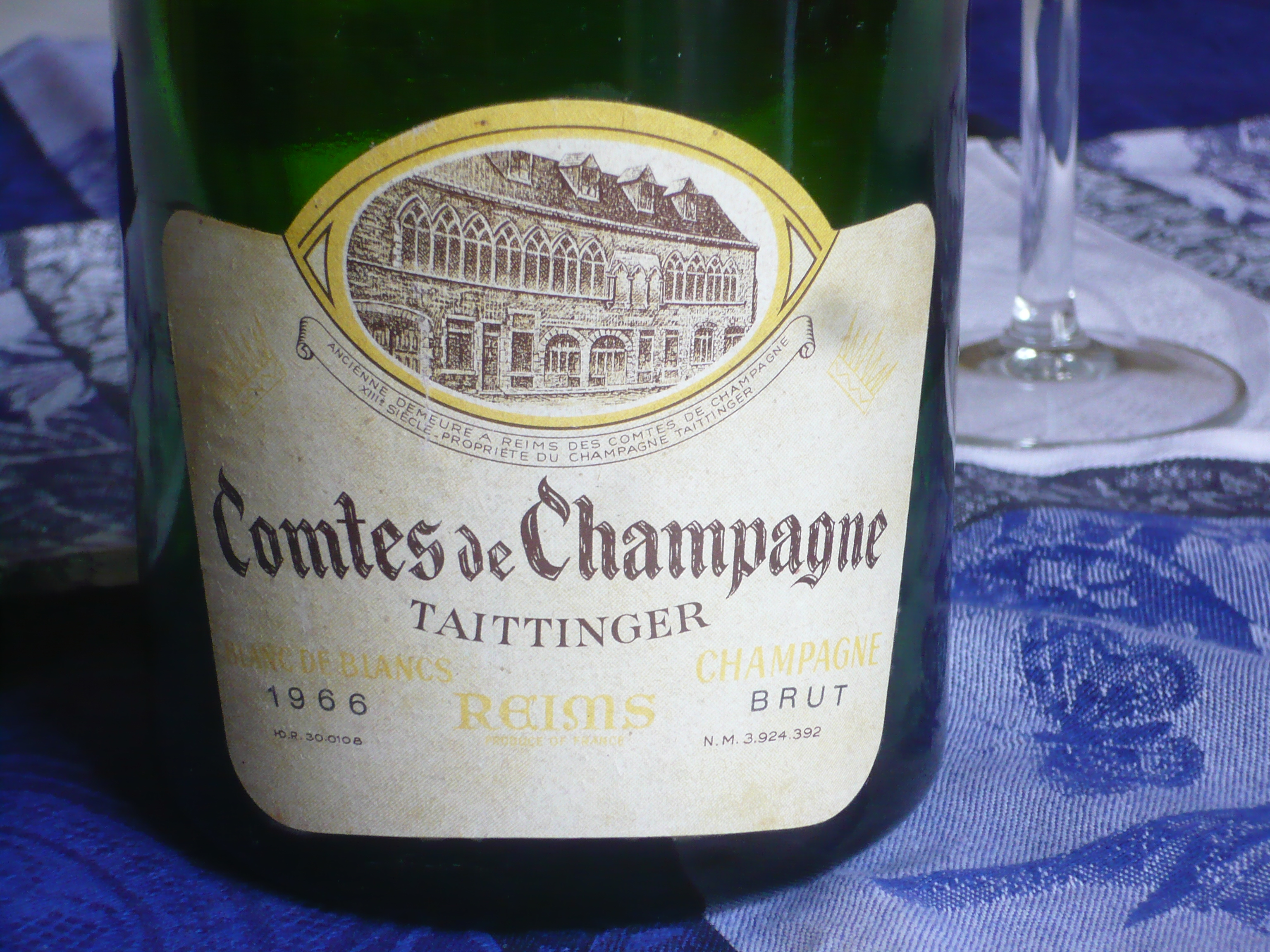
Taittinger — один из старейших домов шампанских вин

Известность Шампани, как винодельческого региона, восходит к средним векам когда папа Урбан II, бывший уроженцем Шампани, назвал вино из городка Аи департамента Марна самым лучшим вином в мире. Некоторое время слово Aÿ применялось в стенографии для обозначения любых вин региона Шампань, подобно слову Beaune означавшему вина региона Бургундия. Средневековый поэт Анри д’Андели в своей поэме Битва вин (фр. La Bataille des Vins) назвал вина из городов Эперне, Овиллер и Реймса одними из лучших в Европе. По мере роста известности региона члены королевской семьи и папы стремились получить здесь участки земли в своё владение; так, собственными виноградниками в Шампани владели папа Лев X, король Франции Франциск I, император Карл V и король Англии Генрих VIII. Партия вина из Аи, полученная в 1518 году канцлером короля Генриха VIII кардиналом Томасом Уолси, является первой официально зарегистрированной экспортной поставкой вина Шампани в Англию.
Неигристые вина Шампани крайне высоко ценились в Париже, где их называли вином реки (фр. vins de la rivière) и вином гор (фр. vins de la montagne) в честь лесистой местности и реки Марны, по водам которой вино спускали до Сены и далее в Париж. Шампань соперничала с Бургундией при торговле вином с Фландрией и пыталась извлечь прибыль из выгодного расположения Реймса на торговом пути из бургундского Бона. В XV веке в Шампани стало сложно выращивать виноград пино нуар. В результате чего красное вино не выдерживало сравнения с насыщенностью и цветовым оттенком бургундских вин, даже несмотря на добавление ягод бузины для повышения цветовой насыщенности. В итоге виноделы региона сосредоточили свои усилия на белых винах.
В 1584 году в Шампани был основан винодельческий дом Госсе (фр. Gosset), который поначалу производил неигристые вина. Этот дом является старейшим винодельческим домом Шампани, который работает и поныне. Дом шампанских вин Рюинар (фр. Ruinart) был открыт в 1729 году, а вскоре после него были открыты дома Теттенже (фр. Taittinger) (1734 год), Моэт э Шандо (фр. Moët et Chandon) (1743 год) и Вдова Клико (фр. Veuve Clicquot) (1772 год).
В XVIII столетии произошёл бурный рост производства шампанских вин; в 1800 году в регионе было произведено 300 000 бутылок вина, а уже в 1850 году — 20 миллионов бутылок.

#### Соперничество с Бургундией
Крайне сильное влияние на производство вин в Шампани оказало многовековое соперничество с Бургундией. Сторонники Шампани и Бургундии конкурировали за доминирующее положение повсюду, начиная с главного рынка сбыта, Парижа, и до дворца Людовика XIV в Версале. Людовик XIV большую часть своей жизни пил только шампанское вино, по рекомендации своего врача Антуана Дакена, советовавшего королю пить шампанское при каждом употреблении пищи. По мере старения короля и роста числа его недугов, конкурирующие врачи для успокоения недомоганий короля стали предлагать альтернативное лечение, основанное на других винах. Один из лечащих врачей, Ги-Кресан Фагон, чтобы самому получить пост королевского доктора вошёл в заговор с фавориткой короля с целью отстранения Дакена от должности. Фагон немедля связал недуги короля с употреблением шампанского и распорядился подавать на стол королю только бургундские вина.
Последствия этих событий сразу же сказались как на обеих провинциях, так и на парижских рынках. Шампань и Бургундия серьёзно озаботились пропагандой «целительных свойств» своих вин, в массовом порядке оплачивая студентам медицинских факультетов написание дипломных работ и диссертаций, рекламирующих лечебные свойства своих вин. Эти диссертации затем рассылались торговцам и заказчикам в качестве рекламных брошюр. Медицинский факультет в Реймсе выпустил несколько работ, доказывавших несостоятельность утверждений Фагона о том что бургундское вино обладает более высокими целительными свойствами чем шампанское. В ответ на это виноделы Бургундии наняли доктора Жан-Батиста де Салена, декана медицинского факультета бургундского Бона, выступить с докладом перед тенденциозно подобранной аудиторией парижского медицинского факультета. Сален в своей речи выгодно подчеркивал насыщенность цвета и креплёность бургундского вина, сравнив его с бледно-розовым цветом шампанского вина, указав на «нестойкость» вина во время его перевозок на большие расстояния и назвав браком пузырьки, появляющиеся после вторичного брожения вина. Его речь была опубликована в газетах и брошюрах по всей Франции, что оказало очень негативное влияние на продажи шампанских вин.
Война между виноделами продолжалась ещё 130 лет, на протяжении которых множество врачей, драматургов, поэтов и писателей выступали в защиту близкого к ним региона, а их полемика использовалась в рекламных материалах Бургундии и Шампани. Несколько раз возникала даже угроза гражданской войны между двумя провинциями. Переломный момент произошёл, когда несколько винодельческих домов Шампани перестали производить красные вина и сосредоточили свои усилия на продвижении шипучих игристых вин. Поскольку пузырьки воздуха в шампанском становились всё более популярными, врачи во Франции и по всей Европе высказывались по поводу целебных свойств струящихся пузырьков, которым приписывали способность излечения болотной лихорадки. По мере того, как всё больше винодельческих домов Шампани приступали к производству вина совершенно иного класса, соперничество с Бургундией смягчилось и постепенно сошло на нет.

## Классификация и регулирование виноградарской деятельности

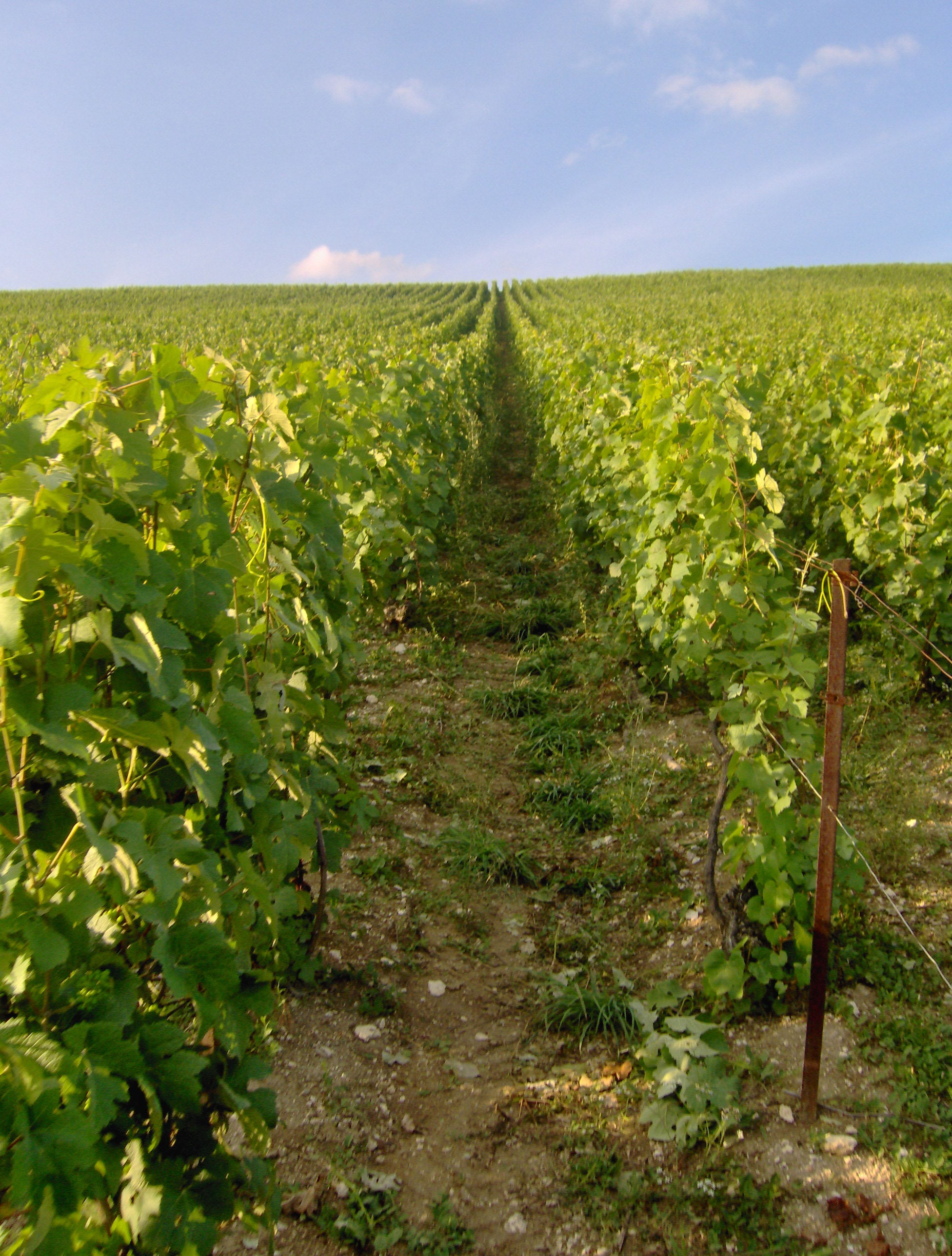
Виноградник в Шампани

В 1927 году были законодательно закреплены границы участков возделывания винограда в Шампани в виде пяти винодельческих районов — Об (фр. Aube), Кот-де-Блан (фр. Côte des Blancs), Кот-де-Сезанн (фр. Côte de Sézanne), Монтань-де-Реймс (фр. Montagne de Reims) и Долина Марна (фр. Vallée de la Marne). Виноградники в регионе занимают площадь 33500 гектаров, окружая 319 коммун, где проживает 5000 виноградарей, производящих своё собственное вино, и 14000 фермеров, которые только продают виноград. Согласно ближайшим планам расширения в состав региона будет входить уже 359 коммун.
Виноград, растущий в разных районах Шампани, обладает различными характеристиками и винодельческие дома Шампани смешивают их добиваясь уникального вкуса, присущего каждому дому. Виноград пино из района Монтань-де-Реймс, созревший на склонах, обращенных к северу, отличается высоким уровнем кислотности и он придаёт смеси дополнительную утончённость. Виноград, собранный на южных склонах, придаёт напитку сильный характер. Остальной виноград, собранный в этом районе, вносит свой вклад в букет и пьянящий аромат вина. Обилие южных склонов в районе Долина Марна позволяет производить выдержанные вина, имеющие богатый аромат. Виноградная лоза района Кот-де-Блан очень ценится за деликатность и ощущение свежести, которую она привносит в смесь, в отличие от винограда соседнего района Кот-де-Сезанн, имеющего аналогичные, но менее выраженные особенности.
В 1942 году был основан Межпрофессиональный комитет шампанских вин (фр. Comité Interprofessional du Vin de Champagne (CIVC)), главной задачей которого стала забота о репутации Шампани, продвижение продаж, а также определение и контроль нормативных правил устройства виноградников и методов виноделия. Шампань является единственным винодельческим регионом которому разрешается не указывать на этикетках маркировку сертификации AOC (фр. Appellation d’origine contrôlée).
Каждый год после сбора урожая комитет CIVC составляет рейтинг коммун района на основе качества их виноградной лозы. Затем согласно этому рейтингу определяется коэффициент к стоимости винограда, которую получают фермеры. Виноградники, получившие оценку Grand Cru, приносят своим владельцам 100 % стоимости винограда. Виноградники с оценкой Premier Crus приносят 90—99 % стоимости, а Deuxième Crus позволяют получить 80—89 % стоимости винограда.
Согласно правилам района апелляции, отжимается примерно 4 тонны винограда для получения максимум 2550 литров сока. Первые 2050 литров сока называются кюве, а следующие 500 литров — хвостом. Вплоть до 1992 года допускалось отжимать второй хвост в объёме 167 литров. Для изготовления винтажного шампанского весь виноград берётся из урожая одного года, тогда как невинтажное вино является смесью разных винтажей. Винтажное шампанское подвергается выдержке на осадке как минимум в течение трёх лет, а некоторые самые старые дома шампанских вин выдерживают вино от пяти до десяти лет. Невинтажное шампанское выдерживается на осадке не менее 15 месяцев.

### Пересмотр границ винодельческого региона Шампани
На протяжении 1990-х и начала 2000-х годов общемировой спрос на шампанское постоянно повышался. Рекордный объём отгрузки шампанского (включая внутреннее потребление в самой Франции) был зарегистрирован в 1999 году в преддверии празднования наступления третьего тысячелетия — 327 миллионов бутылок, а новый рекорд был зафиксирован уже в 2007 году — 338,7 миллионов бутылок. Поскольку все участки, определённые АОС-нормами 1927 года, к настоящему времени уже заняты виноградниками, стали изучаться различные пути наращивания производства. Была повышена допустимая норма урожайности (вплоть до 15,5 тонн с гектара на время экспериментального периода с 2007 по 2011 год) и стала изучаться возможность пересмотра границ винодельческого региона.
После проведения всестороннего исследования условий произрастания винограда вокруг винодельческого региона Шампани, национальный институт INAO выступил с предложениями по пересмотру границ региона виноделия 14 марта 2008 года. Предложения были разработаны группой специалистов, занимающихся историей, географией, геологией, геоботаники и агрономии, трудившимися над этой задачей с 2005 года. Согласно подготовленным предложениям винодельческий регион может включать в себя виноградники уже в 357 деревнях, вместо прежних 319. Предлагалось добавить виноградники в 40 поселениях и при этом удалить из региона два поселения в департаменте Марна, находившиеся в списке 1927 года, Жермен и Орбе-л’Абеи.
Предложенные для включения 40 коммун Шампани находятся в четырёх департаментах:
- 22 коммуны в Марне: Балье-ле-Фим, Бласи, Буасси-ле-Репо, Буванкур, Брей, Бюсси-ле-Репо, Шамфлери, Курландон, Курси, Курдеманж, Фим, Юирон, Ла Виль-су-Орбе, Ле Ту-Троне, Луавр, Монмирай, Мон-сюр-Курвиль, Пеа, Ромен, Сен-Лу, Суланж и Вантле.
- 15 коммун в Обе: Аррель, Бально-ла-Гранж, Боссанкур, Буйи, Этуври, Фонтванн, Жавернан, Лен-о-Буа, Масе, Мессон, Прюньи, Сен-Жермен, Сулиньи, Торвилье и Вильри.
- 2 коммуны в Верхней Марне: Коломбе-ле-Де-Эглиз и Аррикур.
- 1 коммуна в Эна: Марше-ан-Бри.

Перед вступлением в силу предложения регулирующего института INAO стали предметом детального рассмотрения и немедленно были подвергнуты критике в различных общественных дискуссиях. Одна из самых крупных коммун, предложенных к удалению из списка, Жермен, сразу же опротестовала предложения INAO, и к протесту присоединились владельцы виноградников. Процесс первоначального рассмотрения проекта закончился в начале 2009 года. После него начался процесс пересмотра мелких земельных участков, добавляемых к районам апелляции или удаляемых оттуда. Самая первая высадка виноградников ожидается примерно к 2015 году, а их винодельческая продукция начнёт поступать в продажу примерно к 2021 году. Тем не менее, стоимость земли, которую предположительно будет разрешено использовать для производства шампанских вин, немедленно выросла с 5000 Евро за гектар до 1 миллиона Евро.

### Стоимость виноградников Шампани
В 2010 году виноградники в районе Кот-де-Блан продавались из расчёта 1,5 миллиона евро за гектар.

## Производство неигристых вин в Шампани
Несмотря на то, что в винодельческом регионе Шампань производится преимущественно игристое шампанское, виноделы региона также производят и другие классы вин. Неигристые вина, производимые возле коммуны Бузи, продаются под региональной маркой Coteaux Champenois (Кото Шампенуа). Также в регионе закреплено наименование розового вина Rosé des Riceys (Розе де Рисе). Региональное ликёрное вино называется Ratafia de Champagne. Поскольку сейчас доходность производства игристого шампанского из местного винограда значительно выросла, доля производства этих неигристых и креплёных вин стала крайне незначительной.
Оставшаяся после отжима винограда мезга используется для производства бренди Marc de Champagne, который не составляет конкуренцию шампанскому, поскольку производится из отходов виноделия.